# Festí de corbs
Festí de corbs (en anglès: A Feast for Crows) (2005) és la quarta novel·la de la sèrie de literatura fantàstica Cançó de gel i de foc de l'autor George R. R. Martin. La traducció al català va aparèixer el 16 de maig del 2012 per l'editorial Alfaguara. A causa de la complexitat i la llargària els editors varen decidir dividir-la en dues parts, publicades simultàniament, però l'autor es va estimar més publicar només una part d'allò que estava previst, seguint només els esdeveniments d'alguns personatges principals, i ampliant els detalls de la trama amb nous capítols. La segona part, simultània en el temps a la narració, i que inclou la resta de personatges és la cinquena novel·la, Dansa amb dracs, publicada en català també el 16 de maig del 2012.

## Argument
Festí de corbs comença on va acabar Tempesta d'espases i els fets que hi ocorren són simultanis als de la següent novel·la, Dansa amb dracs. La Guerra dels Cinc Reis comença a decaure. En Robb Stark, en Joffrey Baratheon, en Renly Baratheon i en Balon Greyjoy són morts, i el rei Stannis Baratheon es troba al Mur ajudant la Guàrdia de la Nit i el seu lord Comandant, Jon Neu. El germà d'en Joffrey, Tommen Baratheon, amb només vuit anys, és ara rei de Ponent i governa des de Port Reial sota l'atenta mirada de la seva mare, la regent Cersei Lannister. En Tywin Lannister també és mort, assassinat pel seu propi fill, el nan Tyrion, abans de fugir de la ciutat. La Sansa Stark és amagada a la Vall, protegida per en Petyr Baelish qui, després d'assassinar las eva dona Lysa Arryn, s'autoproclama lord protector de la Vall i guardià del seu fillol lor Robert Arryn, ara Senyor de la Vall.
El llibre comença amb un jove anomenat Pate. És novici a la Ciutadella, a la ciutat Antiga, al sud, on roba una clau mestra d'un dels mestres i la ven a un home misteriós que es fa dir l'Alquimista. Poc després de rebre el pagament, Pate cau inconscient al mig del carrer.
El regnat de na Cersei està marcat per una creixent desconfiança en els Tyrell, en concret en la nova dona del seu fill, Margaery. La creixent obsessió per una profecia que una endevina va fer-li quan era nena, que ella interpreta que prediu la seva mort i la dels seus fills, assassinats pel seu desaparegut germà Tyrion, fa que es faci depenent de l'alcohol. Per eliminar els deutes del Regne amb la Fe, accedeix a restaurar l'orde militant coneguda com la Fe militant, abolida segles enrere per Maegor el Cruel. Na Cersei manipula un cavaller de la Guàrdia perquè sedueixi la reina Margaery i així poder anul·lar el matrimoni amb el seu fill. Tanmateix, durant el judici de la nova poderosa Fe contra Margaery, el seu nou líder arresta na Cersei per acusacions semblants.
El bessó i antic amant de na Cersei, Jaime Lannister, viatja cap a les terres dels rius per restablir-hi l'ordre i el control del rei. S'ha enemistat amb la seva germana i per primer cop sent que ha de defensar el seu propi honor, que ell pensa que tothom qüestiona pels seus actes del passat. Després d'acabar el setge d'Aigüesvives, un dels últims reductes que desafiaven l'autoritat de la seva família, rep una carta de la seva germana Cersei que li diu que vol que torni perquè lluiti en defensa seva en un judici per combat, però ell crema la carta i aparentment ignora el missatge. Alhora que rep aquesta carta, en Jaime veu la primera nevada que anuncia que l'hivern ha arribat.
A les Illes del Ferro, n'Euron Greyjoy és escollit rei amb la promesa que invocarà dracs perquè ajudin els illencs a conquerir tot Ponent. Envia el seu germà Victarion cap a l'est amb la missió de seduir na Daenerys Targaryen, però planeja en secret casar-se amb ella. Mentrestant, a Dorne, un desastrós intent de coronar na Myrcella Baratheon com a reina de Ponent dut a terme per n'Arianne Martell, fa que el seu pare, Doran Martell, li reveli que té un subtil pla per dur a terme la venjança per la mort del seu germà Oberyn.

## Personatges
La història està narrada des del punt de vista de dotze personatges i, així com passa a llibres anteriors, hi ha un personatge extra al pròleg:
- Pròleg: Pate, novici de la Ciutadella, a la ciutat d'Antiga.
- Aeron 'Pelmoll' Greyjoy: el Profeta, l'Home Ofegat.
- Aero Hotah: capità de la Guàrdia del príncep Doran Martell a Dorne.
- Cersei Lannister: la reina regent al Tron de Ferro.
- Lady Brienne de Tarth: dona guerrera.
- Samwell Tarly: germà juramentat de la Guàrdia de la Nit.
- Arya Stark: més endavant anomenada 'Gata dels canals'.
- Ser Jaime Lannister: lord comandant de la Guàrdia Reial.
- Sansa Stark: fa veure ser la filla bastarda de lord Petyr Baelish amb el nom d'Alayne Pedra (alguns capítols venen amb aquest nom).
- Asha Greyjoy: filla del difunt rei Balon i germana d'en Theon Greyjoy, anomenada 'la filla del Kraken'.
- Victarion Greyjoy: germà petit del difunt rei Balon.
- Arys Oakheart: membre de la Guàrdia Reial amb la missió de custodiar la princesa Myrcella a Dorne.
- Arianne Martell: filla d'en Doran Martell i germana d'en Trystane i d'en Quentyn.